# Rasmus Stabell
Rasmus Stabell er en dansk musikproducer, manager samt ejer af pladeselskabet labelmade records.
Rasmus Stabell har i mange år været 1/2 af producerteamet Providers, et dansk hip hop, R&B og pop producer-team bestående af Jeppe Federspiel og Rasmus Stabell. De er bedst kendt for at have fundet Medina og produceret hendes gennembrudsalbum Velkommen til Medina (2009), samt hendes andet album For Altid (2011). For Velkommen til Medina modtog Providers priserne som Årets danske sangskriver og Årets danske producer ved Danish Music Awards 2010. Desuden har de skrevet og produceret for artister som Rasmus Seebach, L.O.C., Outlandish, Ataf Khawaja, Burhan G, Szhirley, Citybois, Stine Bramsen, Ankerstjerne, Zookeepers, Xander
Jeppe Federspiel og Rasmus Stabell driver sammen med Thomas Børresen pladeselskabet og Managementet :labelmade: der bl.a. udgiver og kører management for Medina, Outlandish, Nonsens, Svenstrup & Vendelboe, Waqas, Ericka Jane, Yo Johnny, Undertekst, Selina Alay.

## Producer Diskografi
Ataf Khawaja
2005 - "Sommerfugl", "Bare en Thug", "Gade Capitaine", "Forandret", "Divas", "Det For Sent Nu", "Tilbage", "Baduah", "Mami"
2009 - "3 små perkere", "Ornli Syg", "Gadens Ånd"
2012 - "Let's Go"

Artmus - (Rasmus's Solo project)
2019 - "Soft Iced (feat. Ericka Jane & K-phax)"

Outlandish
2005 - "Nothing Left To Do"
2012 - "TriumF"

L.O.C
2005 - "Du Gør Mig"

Medina
2007 - "Du Taber Mig", "Alene", "Find Beatet", "Et Øjeblik", "Okay", "Okay ( Artmus Re-Fix)
2009 - "Velkommen til Medina", "Kun For Mig", "Ensom", "Stikker du af", "Vi to", "Jante", "Er du med", "Kun For Dig (feat. LOC),
2010 - "Welcome to Medina", "You & I", "Addiction", "Lonely", "6 AM", "In Your Arms", "Happy", "The One", "Gutter", "Selfish", "Execute Me"
2011 - "Synd For Dig", "For Altid", "Vend Om", "Kl. 10", "Lyser i mørke", "12 Dage", "Gode Mennesker", "Ejer Hele Verden", "Har Du Det Ligesom Mig (feat. Young)", "Lykkepille"
2012 - "Fool ( I Feel Bad For You)", "Forever", "Butterflies", "Scars", "I'm Waiting", "Happening", "Boring", "Hotels", "Good To You", "Close To Nothing", "Black Lights", "Threesome", "Perfect Drug", "Happening ( feat. Lloyd)
2018 - "Hold Mig Fast", "En Af Dem", "Grim", "Det Ku Være Mig", "Mirakler"

Zookeepers
2019 - "Who Do You Love (Feat. Medina)"

Rasmus Seebach
2009 - "Natteravn"
2011 - "Sirenerne"

Citybois
2015 - "Purple Light", "Come a Little Closer"
2016 - "Under 18"

Burhan G
2004 - "Take You Home"
2010 - "I stedet For Dig", "Hvor Er Du"

Christopher
2017 - "Bitter War (Feat. Ericka Jane)

Ericka Jane
2016 - "Bad Like You", "Insatiable"
2017 - "B.A.C"

Ankerstjerne
2012 - "Se Dig I Mørket", "Mit Hjertes Tyv ( feat. Alberte Winding)"

Suspekt
"Sut Den Op Fra Slap (Artmus Re-Fix)"

Szhirley
2008 - "Gammel Kongevej", "Ingen Vej Udenom"

Specktors
2019 - Vokal produktion på "Unz Unz", "Gutterne", "Den Bedste"

Waqas
2011 - "Apun Ke Mafik"

Brandon Beal
2017 - "Paradise (feat. Olivia Holt)"

Xander
2016 - "Du Kender Mig"

Stine Bramsen
2015 - "Ain't Gonna Run"